# Priora (Sorrento)
Priora, è una frazione di 993 abitanti, del comune di Sorrento, nella città metropolitana di Napoli, in Campania.
Con più di 900 abitanti è la frazione più popolosa del comune di Sorrento, sorge a 255 metri sul livello del mare. 
Priora si trova nell'entroterra a sud-ovest di Sorrento, è confinante con la vicinissima frazione di Sant'Agata sui Due Golfi del comune di Massa Lubrense.

## Storia
Tracce di Priora si trovano fin dal 1489, ove tale zona prendeva l'antico nome di "Fuochi", che indicava, all'epoca le 76 famiglie censite nella contrada, questo casale è stato conteso per oltre 200 anni, tra Sorrento e Massa Lubrense, fino al 1606, quando il governo stabilì l'appartenenza ai sorrentini.

## Monumenti e luoghi d'interesse
- La Parrocchia Sant’Attanasio Vescovo a Priora, eretta nel 1605 dal monsignor Girolamo Provenzale, arcivescovo di Sorrento.[3]